# Polübiosz-négyzet

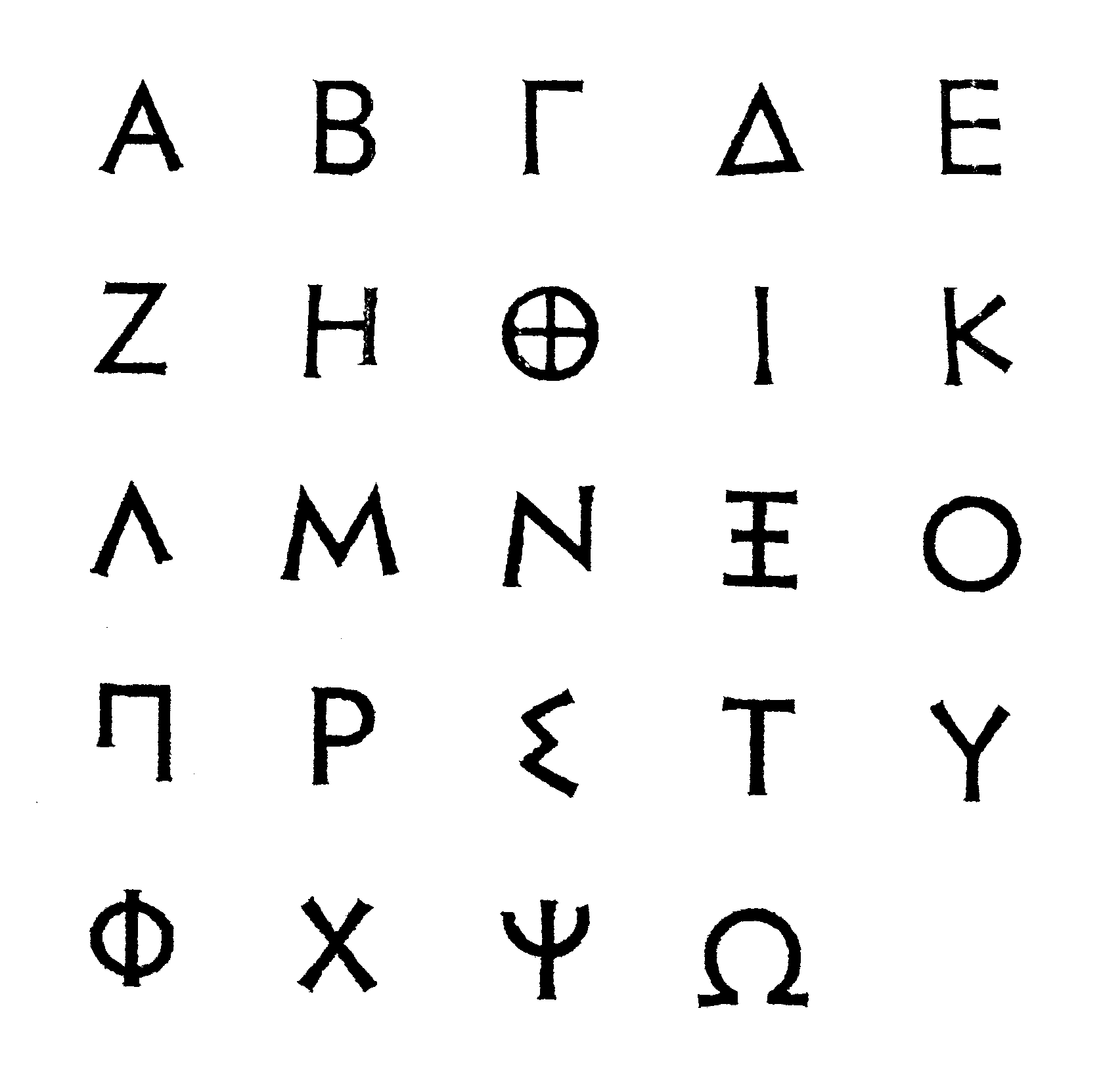
A Polübiosz-négyzet

A kriptográfiában a Polübiosz-négyzet vagy Polübiosz-tábla Polübiosz ókori görög történész  által feltalált eszköz, amely feltördeli az eredeti szöveg karaktereit, hogy azokat kevesebb szimbólumból álló karakterhalmazzal fel lehessen írni.

## Alapformája
Az eredeti négyzet a görög ábécét használta, de bármely más ábécével is alkalmazható, használták már a japán hiraganával is. A modern angol ábécének az alábbi a hagyományos megjelenési formája:
|   | 1 | 2 | 3 | 4 | 5 |
| 1 | A | B | C | D | E |
| 2 | F | G | H | I | K |
| 3 | L | M | N | O | P |
| 4 | Q | R | S | T | U |
| 5 | V | W | X | Y | Z |

Minden egyes betű a rácsban elfoglalt helyének koordinátáival jellemezhető, például a "BAT" betűhalmaz "12 11 44" alakban írható fel. Mivel az angol ábécé 26 betűje nem fér el hézagmentesen egyetlen négyzetben sem, 5×5-ös négyzetet szokás használni, általában az I és J betűket egyesítve (Polübiosz nem szembesült hasonló problémával, hiszen a görög ábécé 24 betűből áll, amely mindössze egy üres rubrikával elfér egy hasonló négyzetben). Hozzá lehet venni azonban az ábécéhez a számjegyeket is, ekkor pontosan kitöltene egy 6×6-os négyzetet, melyben a 33 betűs cirill ábécé, valamint a kettős és hármas betűk nélkül 35 betűs magyar ábécé is elfér.

## Példa
A többjegyű betűk nélküli magyar ábécé 35 betűs, így egy 6·6-os táblázatban kényelmesen elfér:
|   | 1 | 2 | 3 | 4 | 5 | 6 |
| 1 | A | Á | B | C | D | E |
| 2 | É | F | G | H | I | Í |
| 3 | J | K | L | M | N | O |
| 4 | Ó | Ö | Ő | P | Q | R |
| 5 | S | T | U | Ú | Ü | Ű |
| 6 | V | W | X | Y | Z |   |

Legyen a titkosítandó szöveg:
ZITA KIRÁLYNŐ HAJNALBAN TÁMAD DÉL FELŐL
A fejtés megnehezítése érdekében az egyetlen üres helyet a táblázatban a szóközzel helyettesíthetjük. Ekkor a betűket a sor és oszlopindexükkel helyettesíthetjük, így a titkosított szöveg az alábbi számsor lesz:
65-25-52-11-66-32-25-46-12-33-64-35-43-66-24-11-31-35-11-33-13-11-35-66-52-12-34-11-15-66-15-21-33-66-22-16-33-43-33
Az máris látható, hogy a titkosírás, habár bonyolultnak tűnik, valójában egyszerű jelhelyettesítéses eljárás, azaz a fejtést legegyszerűbben gyakoriságelemzéssel végezhetjük, ezen nem nehezít az ábécé akármilyen keverése sem.